# Валмайор
Валмайор (порт. Valmaior)  —  район (фрегезия) в Португалии,  входит в округ Авейру. Является составной частью муниципалитета  Албергария-а-Велья. Находится в составе крупной городской агломерации Большое Авейру. По старому административному делению входил в провинцию Бейра-Литорал. Входит в экономико-статистический  субрегион Байшу-Воуга, который входит в Центральный регион. Население составляет 2022 человека. Занимает площадь 17,85 км².